# De bono mortis
De bono mortis (Sul bene della morte) è un'opera di Ambrogio di Milano, dottore della Chiesa, scritta tra il 387 e il 389; appartiene al gruppo delle opere oratorie ed esegetiche ambrosiane.
L'opera, strettamente connessa con il De Isaac et anima, è un'omelia sulla morte, considerata dall'autore un bene inestimabile. Ambrogio presenta tre tipi diversi di morte: spirituale, mistica e fisica. L'opera si conclude con una sezione dedicata al giorno del giudizio, ispirata al IV libro di Esdra (considerato canonico dal vescovo meneghino).